# یوجی کیتاجیما
یوجی کیتاجیما (ژاپنی: 北島 祐二؛ زادهٔ ۴ اوت ۲۰۰۰) یک بازیکن فوتبال اهل ژاپن است.
از باشگاه‌هایی که در آن بازی کرده‌است می‌توان به باشگاه فوتبال آویسپا فوکوئوکا اشاره کرد.